# Adolf Wagner von der Mühl

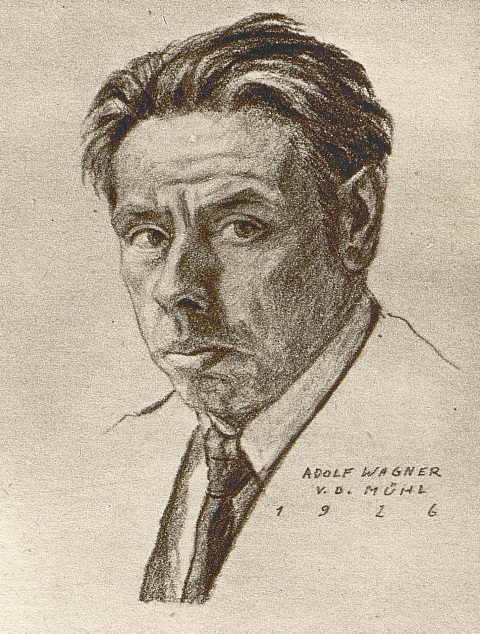
Selbstporträt (1926)

Adolf Wagner von der Mühl (* 2. Februar 1884 in Rohrbach als Adolf Wagner; † 27. August 1962 in Wien) war ein österreichischer Bildhauer.

## Leben und Wirken
Adolf Wagner von der Mühl wurde am 2. Februar 1884 als Sohn des Inwohners Karl Wagner und dessen Ehefrau Maria (geborene Niedersüß) in Rohrbach im Mühlviertel geboren und am 3. Februar 1884 auf den Namen Adolf getauft. Die Großeltern mütterlicherseits waren der Sattlermeister Karl Niedersüß und dessen Ehefrau Anna (geborene Plöderl). Er absolvierte die Bildhauerausbildung an der Akademie in München und Wien, wo er dann als freischaffender akademischer Bildhauer arbeitete.
1910 erhielt er den Dumbapreis für die Skulptur Mutterglück und den Gundelpreis für seinen Kruzifixus, 1912 den Rompreis für die Steinskulptur Berggeist am Guglrondeau in Linz. Aus dieser Zeit stammt auch die lebensgroße Lindenholzgruppe Jesus und die Kinder, die sich in der Kirche in Leonding befindet. 1915 spendete er Linz den überlebensgroßen hölzernen „Wehrmann“ für Kriegswitwen und -waisen (Stadtmuseum Nordico). Ab 1922 nannte er sich Wagner von der Mühl in Wertschätzung seiner Mühlviertler Heimat. Er gehörte ab 1923 der Künstlervereinigung Künstlerhaus Wien an und war auch Mitglied der Innviertler Künstlergilde. Aus der Zeit ist auch sein lebensgroßer segnender Christus aus Bronze am Hofer-Grabmal in Steyr und am Elterngrab in Rohrbach. Nach 1920 fertigte er Kleinbronzen, die vielfach nach Übersee gingen und heute z. T. im Internethandel zu finden sind. 1923 schuf er für die Friedenskirche in Linz-Urfahr die lebensgroße Pietà aus weißem Marmor, die in der Art der Darstellung einzigartig ist. Ab 1934 hatte er auch an der TU Wien einen Lehrauftrag für Modellieren. 1941 fertigte er für das Linzer Landesmuseum eine Terrakottabüste Stefan Fadingers. 1949 bekam er den Titel Professor verliehen. Bis 1960 fertigte er einige Hauszeichen für Neubauten in Wien wie den Töpfer, Rattenfänger von Hameln, Adler, Falke, Auerhahn u. a. Dem Linzer Landesmuseum schenkte er auch zwei seiner Holzstiche (Bauerntanz, Madonna) als Dank für eine Unterstützung in seiner zeittypischen Notlage ohne Bildhaueraufträge.
Adolf Wagner von der Mühl starb am 27. August 1962 in Wien und wurde am 31. August 1962 auf dem Wiener Zentralfriedhof (Gruppe 23, Reihe 1, Nr. 60) beerdigt. Auf dem Grabstein ist jedoch nur mehr eine Verwandte vermerkt. In Rohrbach-Berg wurde die Wagner-von-der-Mühl-Straße nach ihm benannt.
Anton Brand von der Museumsinitiative Rohrbach hat 2014 im Eigenverlag eine  bebilderte Bibliographie herausgegeben.

## Werke (Auswahl)

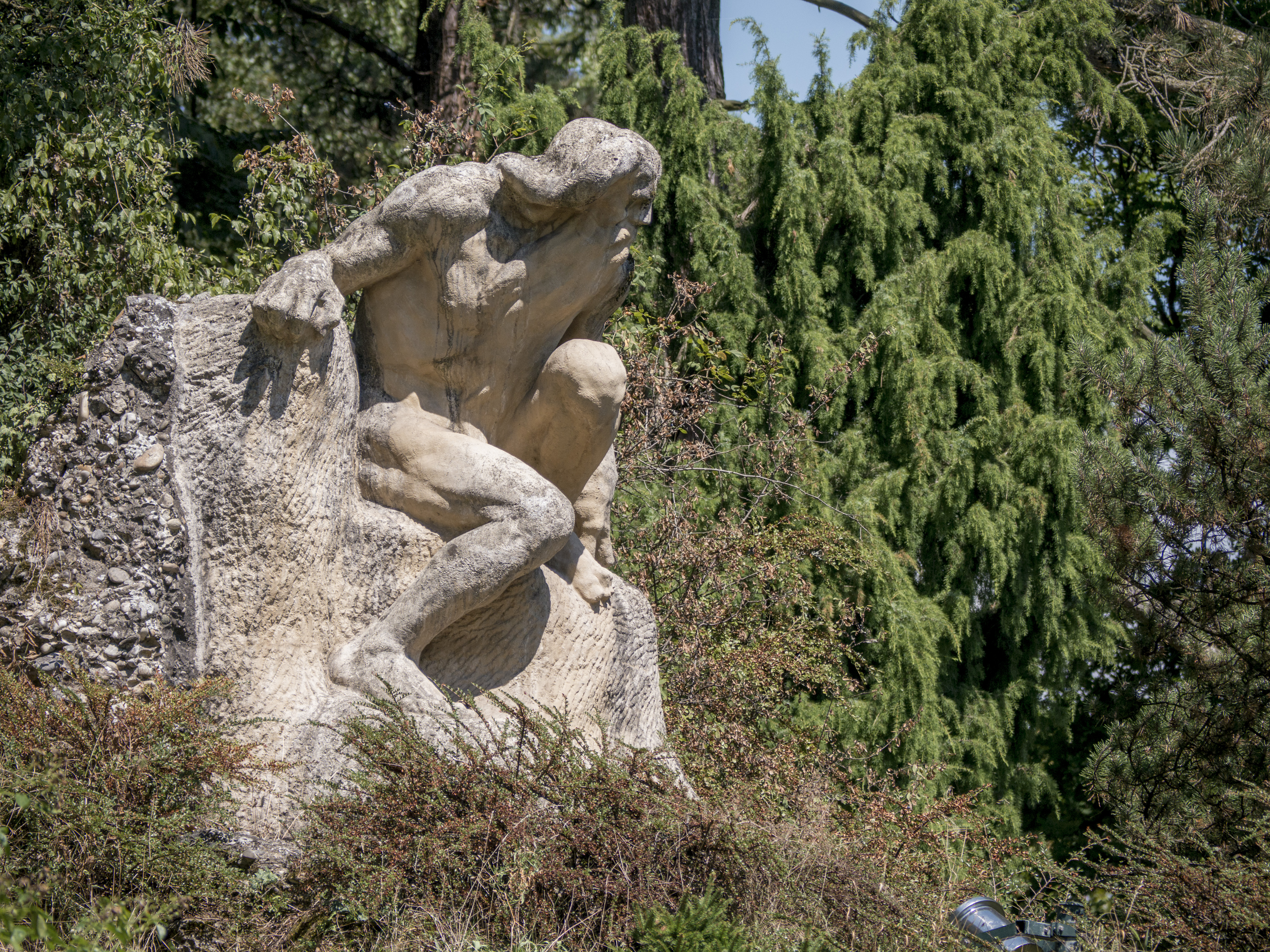
Der Berggeist in den Linzer Bauernberganlagen

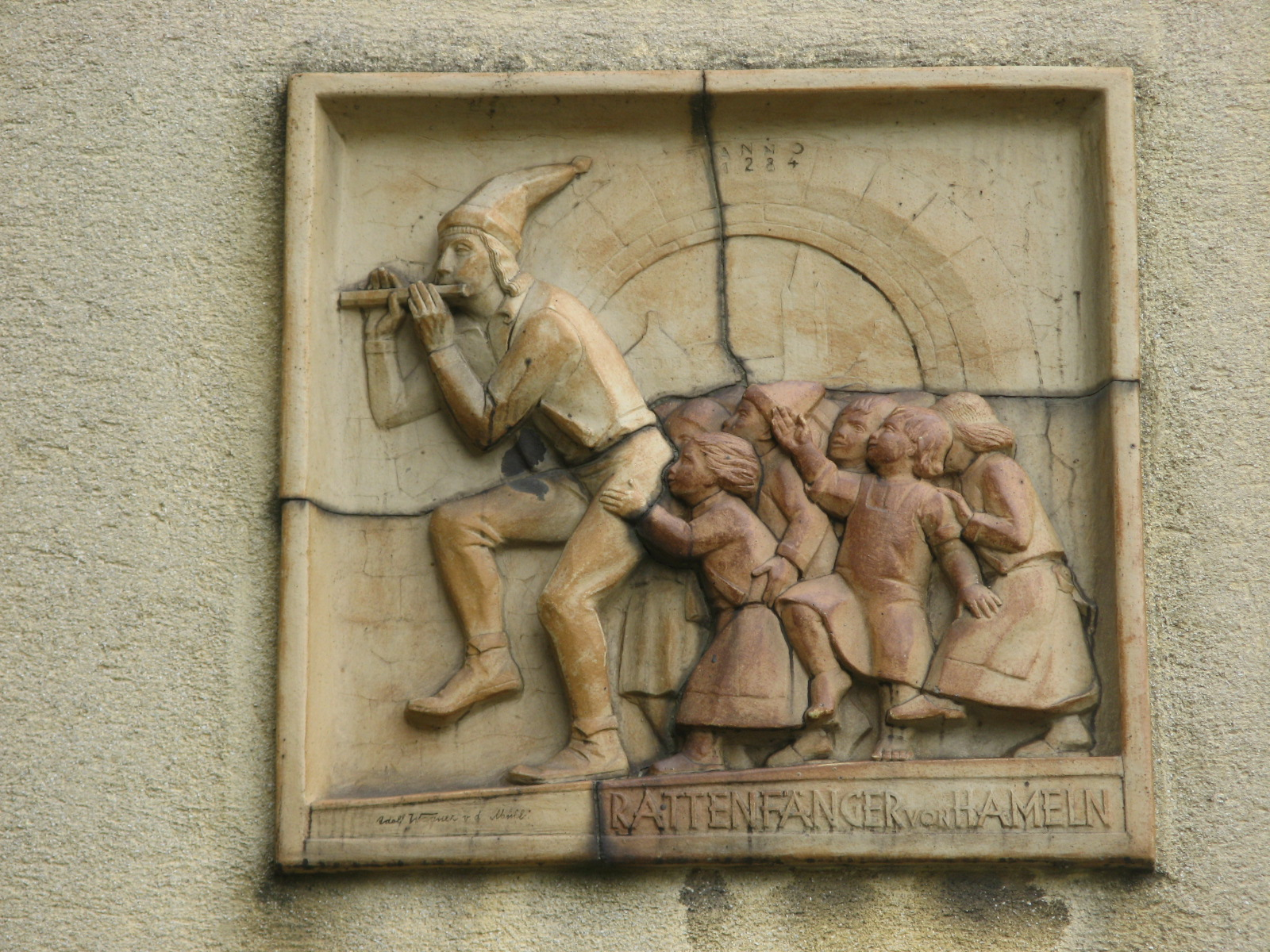
Rattenfänger in der Johann-Mithlinger-Siedlung in Wien-Favoriten

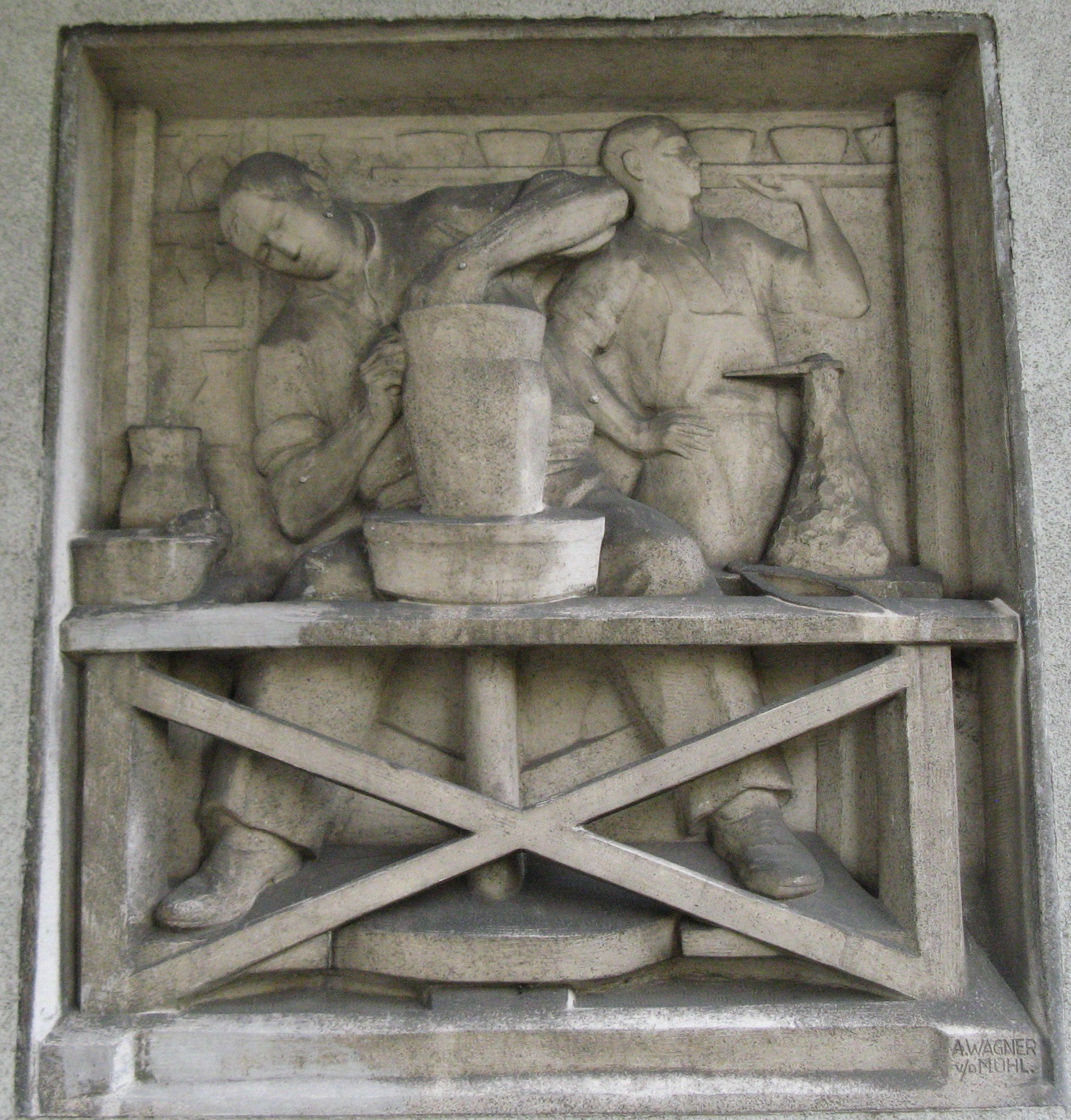
Töpfer, Kunstrelief in der Troststraße in Wien-Favoriten von Adolf Wagner von der Mühl (1960)

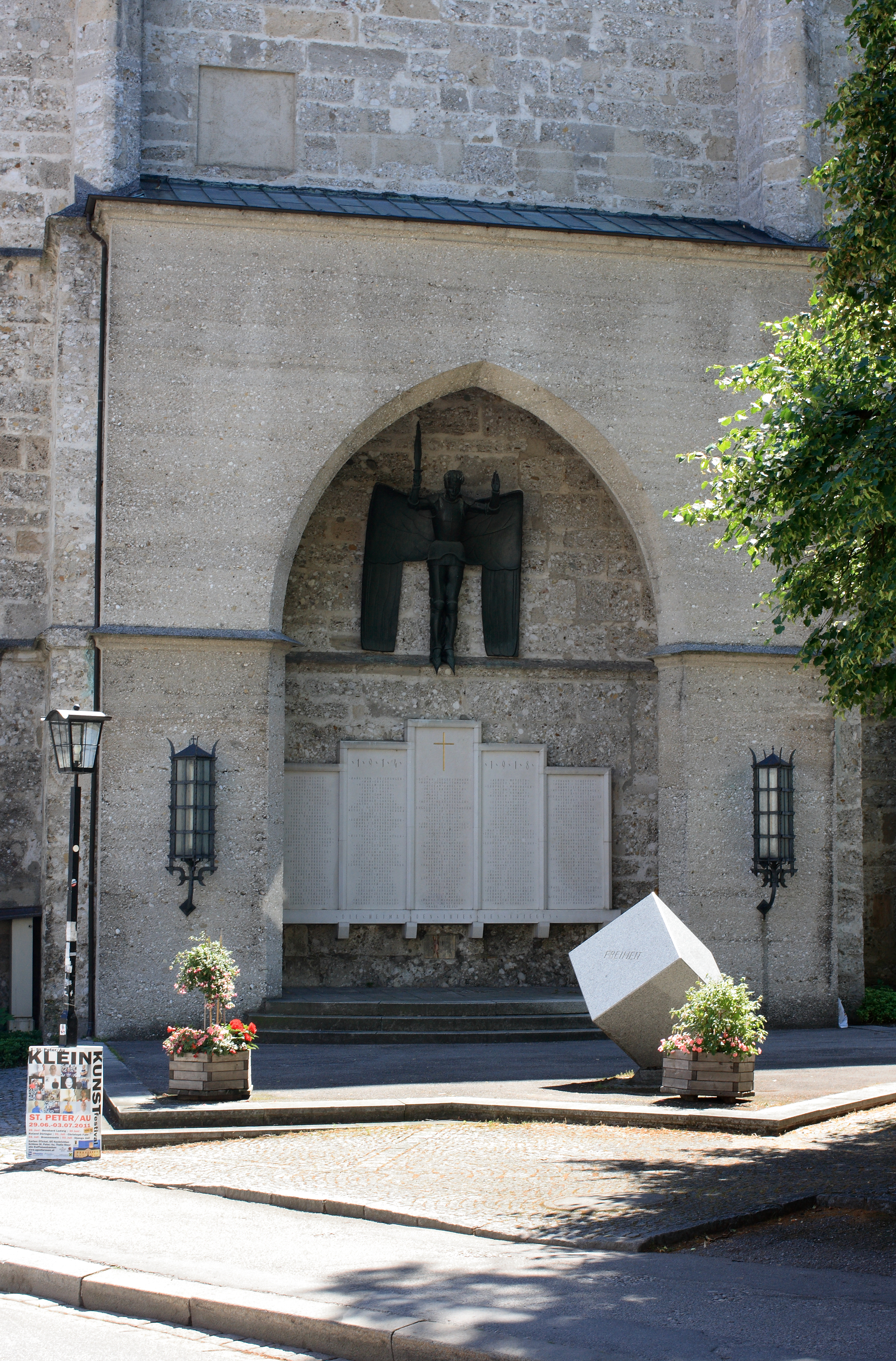
Erzengel Michael als Teil des Kriegerdenkmals bei der Stadtpfarrkirche Steyr

- Mutterglück (1910), alt-dt., Holz (priv., Wien); Kleinbronze (Wagner von der Mühl-Vitrine, Heimathaus Haslach)
- Kruzifixus (1910), Holz, überlebensgroß, für seinen 5 × 4 m großen Holzschnitzaltar vom Schloss Hartheim
- Berggeist, Sandsteinplastik auf dem Gugl-Rondeau, Froschberg, Linz Freinberg (1912)[7]
- Kopfreliefs des Schnopfhagendenkmals am Hansberg (1913)[8]
- Linzer Wehrmann (1915), Holz, lebensgroß, Spende nach Linz (Museum Nordico)[9]
- Linzer Wehrmann (1916), Zinn, im Wiener Heeresgeschichtlichen Museum
- Kleinbronzen (1920), vielfach nach Übersee, jetzt wieder im Auktionshandel[10]
- Pietà, weißer Marmor, lebensgroß, in der Friedenskirche in Linz-Urfahr (1923)
- Portraitrelief auf dem Grabmal von Eduard Kasparides (1927)
- Bronzefigur des Erzengels Michael auf Basis eines Entwurfes von Josef Franz Riedel (1933) als Teil des Kriegerdenkmals bei der Stadtpfarrkirche Steyr[11]
- Engelbert-Dollfuß-Büste, Rohrbach (1934)
- Altar für die Kapelle der Pflegeanstalt Hartheim (1937)[12]
- Töpfer, Kunststeinrelief in der Troststraße in Wien-Favoriten (1960)
- Pietà am Kriegerdenkmal in Haslach an der Mühl
- Segnender Christus, lebensgroße Bronze, am Hofergrabmal in Steyr[13]
- Kunst-Ansichtskarten wie Bauernschenke und Junges Mädchen
- Kriegerdenkmal im Eingangsbereich des Bundesrealgymnasium Linz Fadingerstraße

## Ausstellungen
- Skulptur in Oberösterreich 1880 bis 1990, Ausstellung in der Landesgalerie am Oberösterreichischen Landesmuseum in Linz (1996)
- Kollektiv-Ausstellung der Hessen – Kunstverein in Hamburg (1911)
- Kollektiv-Ausstellung des Ortsvereins Dresden der Allgemeinen Deutschen Kunstgenossenschaft – Kunstverein in Hamburg (1911)
- Kollektion im Künstlerhaus Wien (1923)
- Kollektiv-Ausstellung im Oö. Landesmuseum in Linz (1926)
- Kunst-Ausstellung „Ursprung und Einheit“ Wagner von der Mühl (1884–1962) in der Villa Sinnenreich (2015)[14]